# Loboparius nathani
Loboparius nathani är en skalbaggsart som beskrevs av Johnson 1978. Loboparius nathani ingår i släktet Loboparius och familjen Aphodiidae. Inga underarter finns listade i Catalogue of Life.